# Franz Josef Ruprecht
Franz Josef Ruprecht, en russe : Франц Иванович Рупрехт, né le 1er novembre 1814 et mort le 23 juillet 1870 (4 août dans le calendrier grégorien) à Saint-Pétersbourg, est un botaniste et physicien d’origine autrichienne qui fit sa carrière à Saint-Pétersbourg.

## Biographie
Il a grandi, fait ses études et a obtenu son diplôme de docteur en médecine en 1836 à Prague. Après une courte période de pratique de la médecine à Prague, il est devenu Conservateur de l’Herbarium de l'Académie impériale de Saint-Pétersbourg en 1839, puis assistant du directeur du jardin botanique impérial de Saint-Pétersbourg entre 1851 et 1855. Il a été nommé professeur de botanique en 1855 à l’Université de Saint-Pétersbourg et directeur du Musée botanique de Saint-Pétersbourg.
Franz Joseph Ruprecht est le premier botaniste linnéen à écrire un ouvrage entièrement consacré aux bambous (Bambuseae – 1839). Il y décrit trente variétés de bambusées. Il paraît vraisemblable qu'il a réalisé cette étude à partir de l’herbier de Willdenow, qui comprend notamment les collections de bambous de Robert Wight et de Wallich (négociant, chirurgien, botaniste collaborateur de Roxburgh l’auteur de la célèbre Flora indica).
Il voyage à Arkhangelsk en 1841 et dans le Caucase en 1860-1861.
Il a décrit de nombreuses nouvelles plantes collectées dans l'Extrême-Orient russe, y compris l'Alaska (notamment pendant l'expédition de Friedrich von Lütke), alors possession russe ; exemples Adiantum aleuticum, Lonicera maackii, Postelsia et Phellodendron amurense.
Le genre Ruprechtia (famille des Polygonacées) lui est dédié.

## Publications
- Ruprecht, F. J. Bambuseae, Saint-Pétersbourg, 1839, 75 p, illustrations in fine, Ex. Actis Acad. Caes. Petrop. Ser. VI. 2de part. Sc. natur.
- Ruprecht, F. J. Symbolae ad historiam et geographiam plantarum Rossicarum, Saint-Pétersbourg, 1846.
- Ruprecht, F. J. Flora Caucasi, P. 1. Saint-Pétersbourg, 1869.
- Postels, A., Ruprecht, F.J. Illustrationes algarum, Weinheim, J. Cramer 1963.
- Ruprecht, F. J. Flora ingrica (flore de la région de Saint-Pétersbourg).